# Colpotorna lasiopa
Colpotorna lasiopa är en fjärilsart som beskrevs av Edward Meyrick 1920. Colpotorna lasiopa ingår i släktet Colpotorna och familjen säckspinnare. Inga underarter finns listade i Catalogue of Life.